# 藤田佳久
藤田 佳久（ふじた よしひさ、1940年（昭和15年）11月1日 - ）は、日本の地理学者。愛知大学名誉教授。

## 経歴
1940年、愛知県豊橋市生まれ。愛知学芸大学学芸学部で学んだ後、名古屋大学大学院文学研究科へ進み、1967年（昭和42年）に博士課程中退。(後の1976年（昭和51年）「日本における育成林業地域の形成に関する研究」で東京教育大学理学博士号を取得している。)
その後は名古屋大学教育学部附属高等学校教諭を務め、その後奈良大学助教授となる。愛知大学文学部助教授を経て、教授。2011年に定年退任し、名誉教授となる。近年は東亜同文書院大学について研究を続けている。

## 著書
- 『日本の山村』地人書房　1981
- 『奥三河山村の形成と林野』愛知大学綜合郷土研究所編　名著出版　1992
- 『日本・育成林業地域形成論』古今書院　1995
- 『大工場のあるまち 自動車工業と人びとのくらし』小峰書店　1997　ふるさとのくらし日本のまちとむら
- 『日本山村の変容と整備論』地人書房　1998
- 『吉野林業地帯』古今書院　1998
- 『東亜同文書院中国大調査旅行の研究』大明堂　2000　愛知大学文學会叢書
- 『生きている霞堤 豊川の伝統的治水システム』あるむ　2005　愛知大学綜合郷土研究所ブックレット
- 『東亜同文書院生が記録した近代中国』あるむ　2007　愛知大学東亜同文書院ブックレット
- 『東亜同文書院生が記録した近代中国の地域像』ナカニシヤ出版　2011
- 『日中に懸ける 東亜同文書院の群像』中日新聞社　2012

## 共編著
- 『中国を越えて』編著　大明堂　1998　東亜同文書院・中国調査旅行記録
- 『人と土地が刻んだ地域システムを追う』編著　豊橋市教育委員会　1999　二川宿総合調査 地理編
- 『中国を記録する』編著　大明堂　2002　東亜同文書院・中国調査旅行記録
- 『日本の地誌 中部圏 愛知県・静岡県・岐阜県・三重県・富山県・石川県・福井県』田林明共編　朝倉書店　2007
- 『アジアの歴史地理 林野・草原・水域』小長谷有紀、中里亜夫共編　朝倉書店　2007
- 『山村政策の展開と山村の変容』編著　原書房　2011
- 『満州を駆ける』編著　不二出版　2011　東亜同文書院中国調査旅行記録